# Ano Internacional da Agricultura Familiar

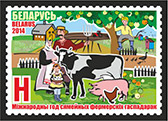
Selo postal emitido pela Bielorrússia em comemoração ao Ano Internacional da Agricultura Familiar.

O Ano Internacional da Agricultura Familiar foi celebrado em 2014 por decisão da Assembleia Geral das Nações Unidas em reconhecimento à contribuição da agricultura familiar para a segurança alimentar e para a erradicação da pobreza no mundo.

## Objetivo
O principal objetivo do Ano Internacional da Agricultura Familiar (AIAF) foi promover em todos os países políticas públicas que favoreçam o desenvolvimento sustentável de sistemas de produção agrícola baseados em unidades familiares, fornecer orientações para pôr em prática essas políticas, incentivar a participação de organizações de agricultores e despertar a consciência da sociedade civil para a importância de apoiar a agricultura familiar.
O AIAF 2014 visou a destacar o perfil da agricultura familiar e dos pequenos agricultores, focalizando a atenção mundial em seu importante papel na erradicação da fome e pobreza, provisão de segurança alimentar e nutrição, melhora dos meios de subsistência, gestão dos recursos naturais, proteção do meio ambiente e para o desenvolvimento sustentável, particularmente nas áreas rurais.

## Histórico
Os esforços para a escolha da agricultura familiar como tema do ano internacional são o resultado de uma campanha que começou em 2008 e teve o apoio de mais de 350 organizações em mais de 60 países. Em dezembro de 2011, a Assembleia Geral das Nações Unidas declarou 2014 o Ano Internacional da Agricultura Familiar, reconhecendo o papel fundamental desse setor para a segurança alimentar no mundo. Ao fazer a declaração formal do ano internacional, a Assembleia Geral das Nações Unidas convidou a Organização das Nações Unidas para Agricultura e Alimentação a facilitar a implementação do evento em colaboração com os governos nacionais, os organismos internacionais, organizações de agricultores, outras organizações do sistema das Nações Unidas, e as organizações não-governamentais. 

## Evolução posterior
Como consequência dos resultados obtidos a partir do Ano Internacional da Agricultura Familiar, a Assembleia Geral das Nações Unidas aprovou em 20 de dezembro de 2017 uma resolução que estabeleceu a Década da Agricultura Familiar a ser celebrada entre 2019 e 2028. A proposta foi encaminhada por um grupo de 14 países liderados pela Costa Rica e aprovada por unanimidade, o que evidencia a importância do tema para os países membros da ONU.